# Stadhuis van Deventer
Het stadhuis van Deventer is gelegen aan het Grote Kerkhof tegenover de Lebuïnuskerk in Deventer. Het huidige stadhuis omvat gebouwen en gebouwonderdelen stammend uit verschillende tijden, waardoor diverse bouwstijlen zijn vertegenwoordigd. Het gedeelte met de gevel uit 1693 is opgenomen in de 'Top 100 van de Rijksdienst voor de Monumentenzorg' uit 1990.

## Geschiedenis en stijlen
Het stadhuis van Deventer is voor zover bekend altijd op dezelfde locatie gevestigd geweest. De oudst bekende melding van het Domus Civitatis ("Huis van de Stad") komt uit 1339. In 1357 werd de gevel van dit stadhuis al eens vervangen. Later werden ook de termen Domus Scabinorum ("Schepenhuis") en Domus Consulum ("Raadhuis") gebruikt, die vermoedelijk hetzelfde gebouw aanduidden. In 1605 wordt over de voorgevel geschreven dat het gewit was.
Het Wanthuis (Domus Pannorum, lakenhal) werd al in 1337 genoemd, en werd tussen 1482 en 1551 onderdeel van het stadhuis. De Amsterdamse bouwmeester Philips Vingboons ontwierp hiervan in 1662 de zijgevel met Toscaanse pilasters, waarvan in 1939 het pleisterwerk is verwijderd.

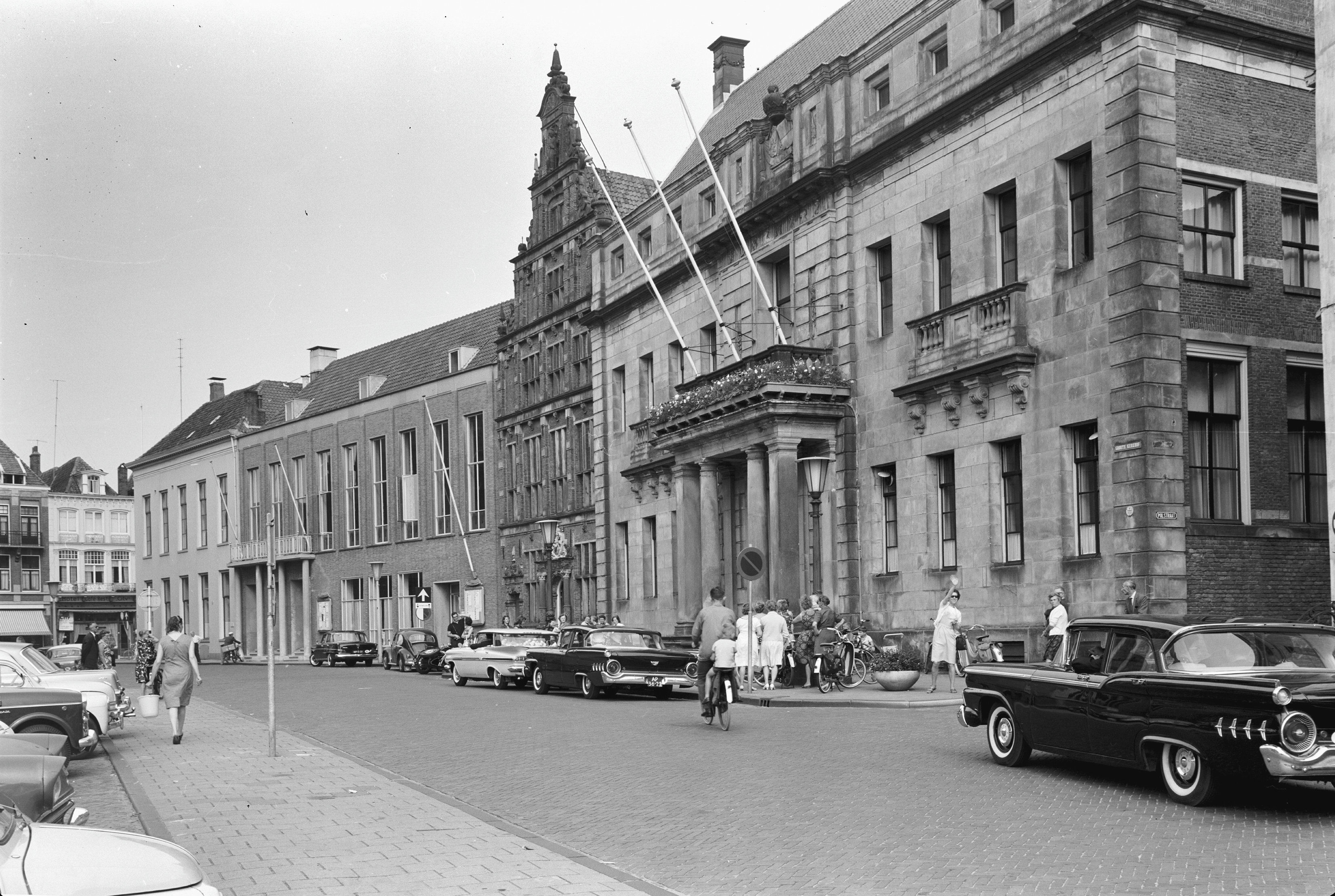
Van rechts naar links: Stadhuis, Landshuis en de vml. Schouwburg. Op de hoek de zijgevel van Sociëteit De Hereeniging (vml. Athenaeum Illustre). Foto 1964

### Stadhuis 1693
In 1693 werd het stadhuis aan de zijde van het Grote Kerkhof voorzien van een Hollands classicistische voorgevel van Bentheimer zandsteen. De ontwerpopdracht was gegeven aan Jacobus Roman. Uit zijn schetsontwerpen werd het minst dure ontwerp gekozen. De gevel besloeg de drie bouwdelen die samen het stadhuis vormden, waaronder het vroegere Wanthuis met de zijgevel aan de naastgelegen Polstraat. Deze gevel werd in 1747 geverfd.

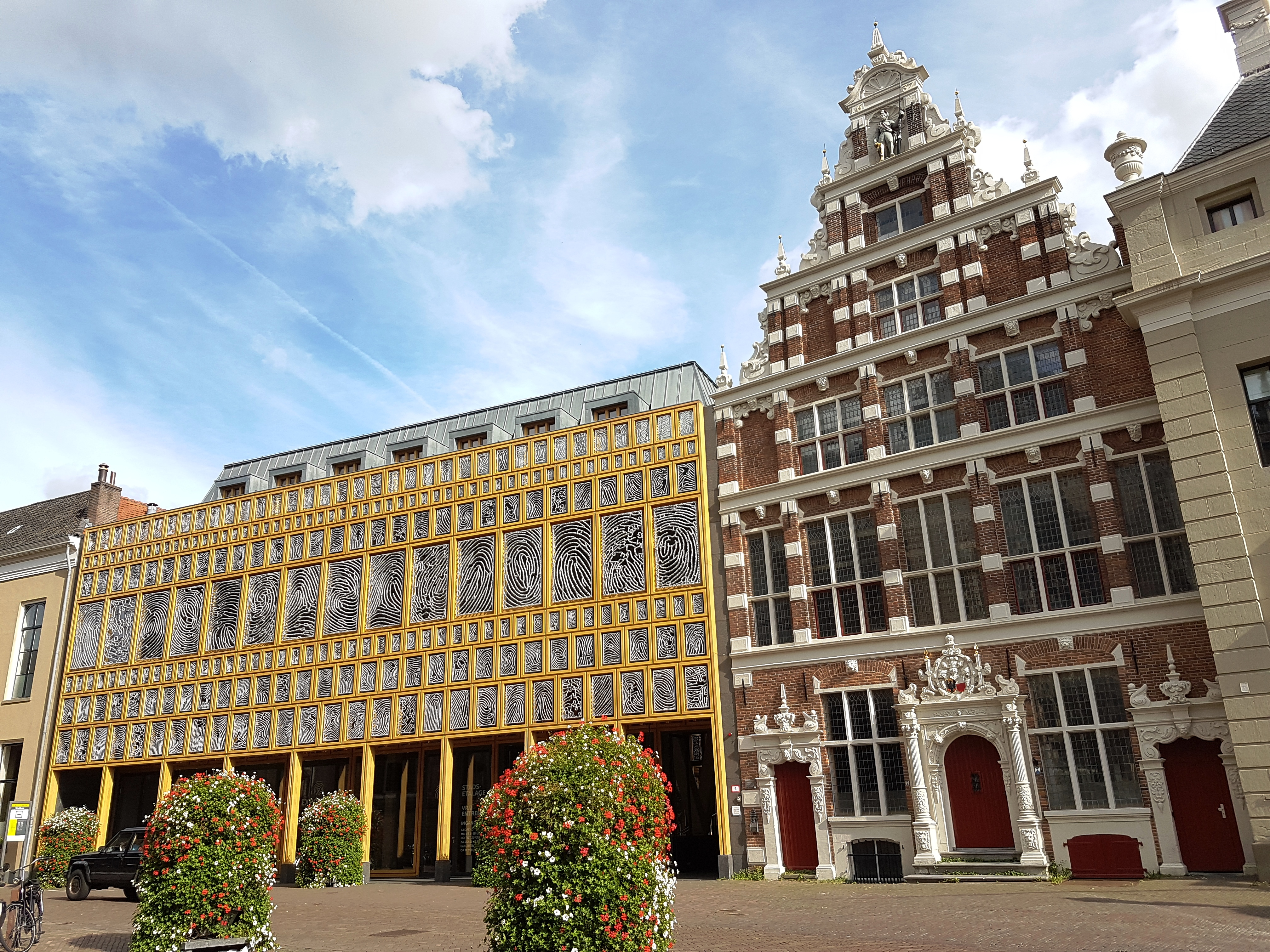
Gevels van het Landshuis (1632, rechts) en uitbouw stadhuis op de plaats van de schouwburg (2016, links)

### Bijvoeging van het Landshuis en nieuwbouw
Het rijkelijk versierde Landshuis in renaissance-stijl uit 1632, links van de voorgevel van het oude stadhuis, werd in de jaren 80 van de 20e eeuw tevens onderdeel van het stadhuis.
Direct naast het Landshuis, op de plek van de voormalige schouwburg uit de jaren 50 en achtergelegen parkeerterrein, werd in 2013 het stadskantoor als uitbreiding van het stadhuis gebouwd naar ontwerp van architecten Willem Jan Neutelings en Michiel Riedijk. Dit ontwerp was tot stand gekomen nadat een eerder ontwerp na protesten van de bevolking, onder meer vanwege de hoogte, was afgekeurd. Kunstenaar Loes ten Anscher ontwierp het raamwerk bestaande uit 2.264 vingerafdrukken van inwoners van Deventer. Het nieuwe gebouw werd in 2016 geopend. In 2017 werd het ontwerp ervan bekroond met de Abe Bonnemaprijs.

### Interieur
Het interieur is bijzonder vanwege oorspronkelijk stucwerk, schouwen, gildeborden, wapenborden, houtsnijwerk en betimmeringen en de burgemeestersstoel. In de oude raadszaal hing eeuwenlang het schilderstuk van Gerard ter Borch (II) "De magistraat van Deventer" uit 1667, dat ter decoratie van de zaal was gemaakt. Bij de nieuwbouw van het stadskantoor werd dit tijdelijk ondergebracht in Museum De Waag. Een door Ter Borch geschilderd portret van Willem III, vastgelegd tijdens een bezoek van Willem III aan Deventer in 1672, werd in 1785 bij een patriottische opstand in het stadhuis vernield. Het werd in 1788 vervangen door een ander portret van Willem III. Ook vier schilderijen van de evangelisten van Hendrick ter Brugghen die in het stadhuis hingen zijn later overgebracht naar Museum De Waag. In de burgemeesterskamer bevinden zich het schoorsteenstuk Scipio en de bruid van Numantia van Dirk Hardenstein uit ca. 1653 en de portretten van Willem en Maria.

## Trivia
- In 2012 werd de aflevering van College Tour met Desmond Tutu opgenomen in het stadhuis van Deventer.

## Galerij

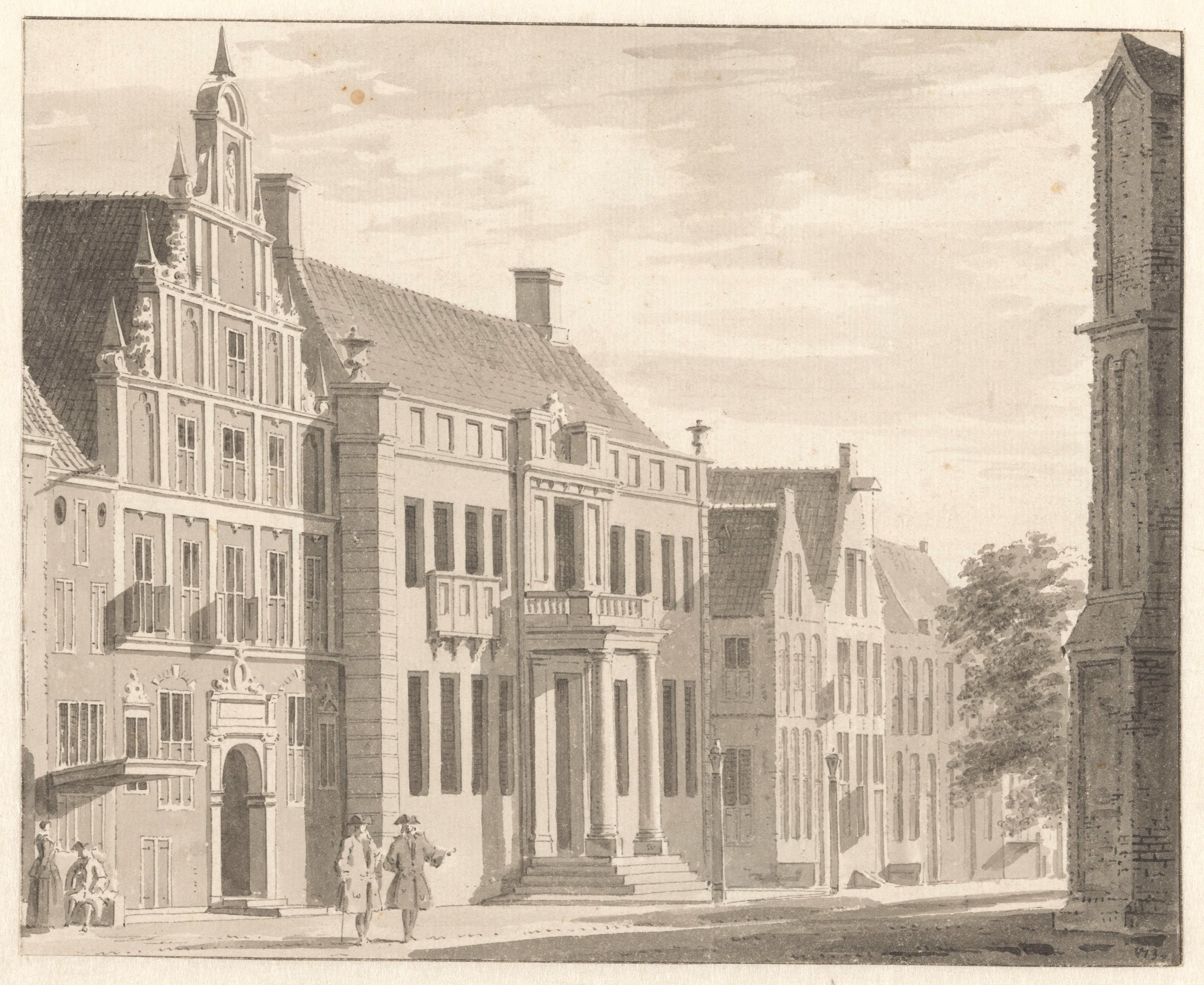
Gezicht op het Grote Kerkhof te Deventer met Landshuis en Stadhuis door Cornelis Pronk, 1730
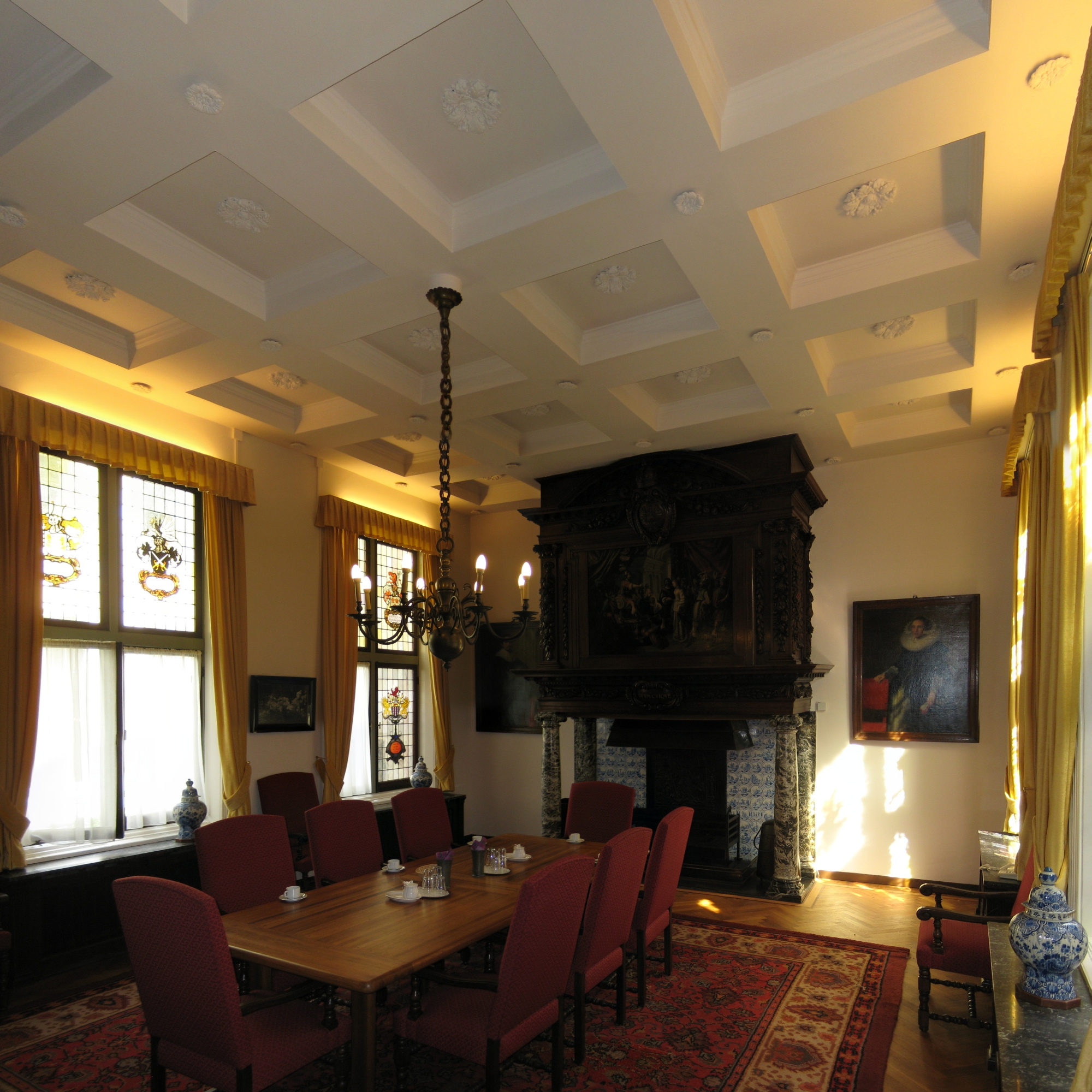
Burgemeesterskamer
De Magistraat van Deventer, schilderij van Gerard ter Borch dat in 1667 geschilderd werd ter decoratie van de raadszaal
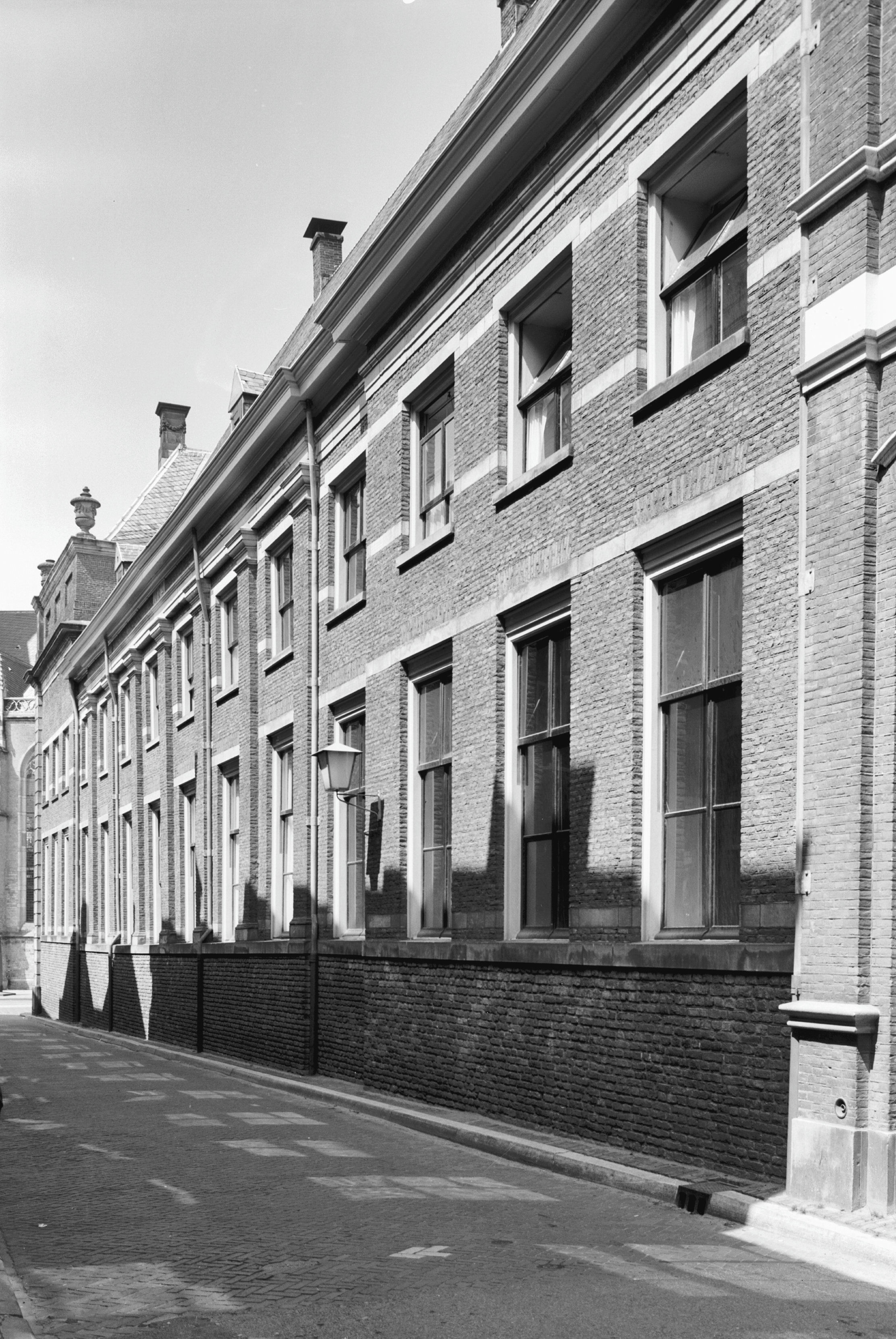
Zijgevel Wanthuis (Polstraat)
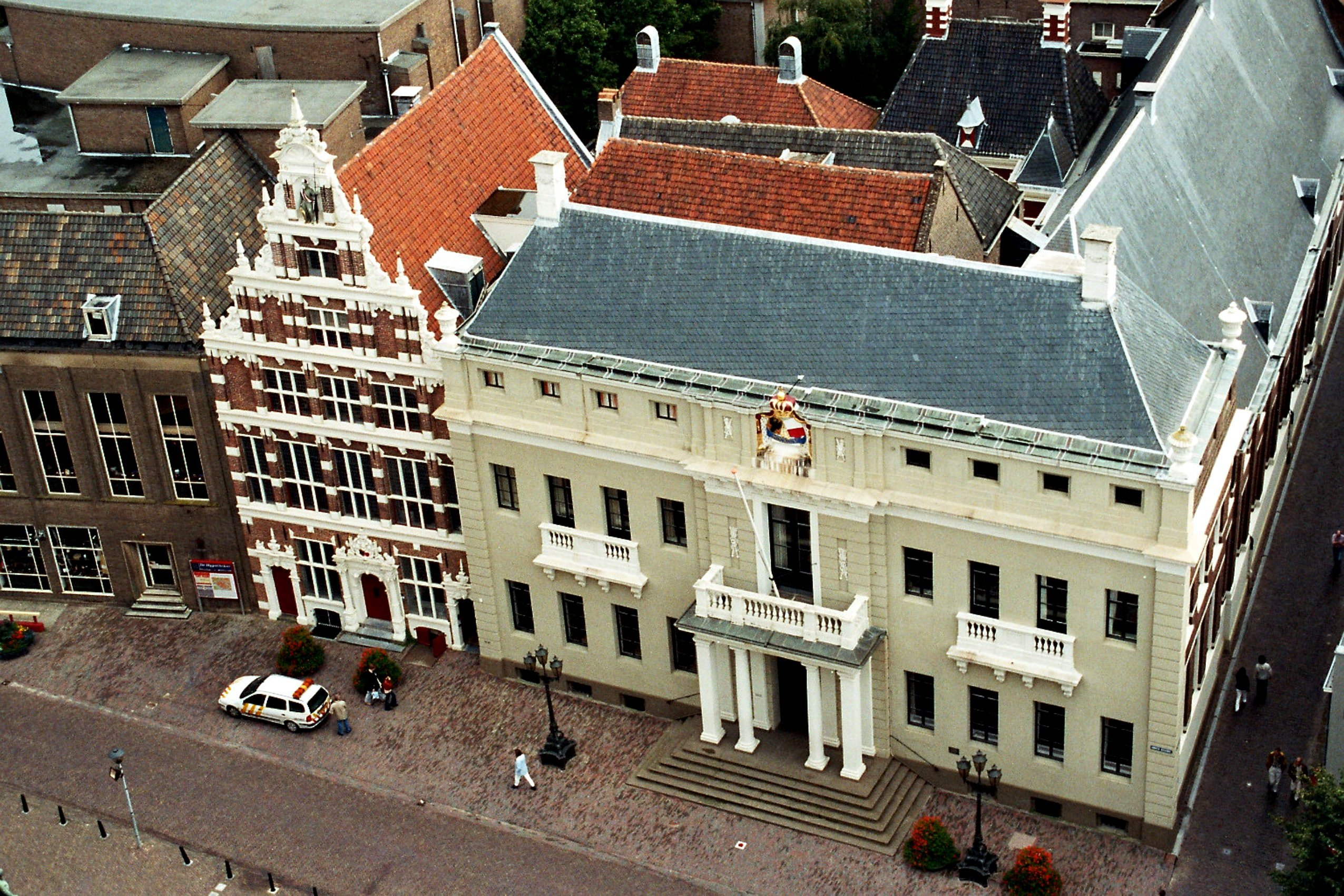
Blik vanaf de Lebuïnustoren in 2005 (de schouwburg, het meest linkse pand, heeft plaats gemaakt voor de nieuwbouw)
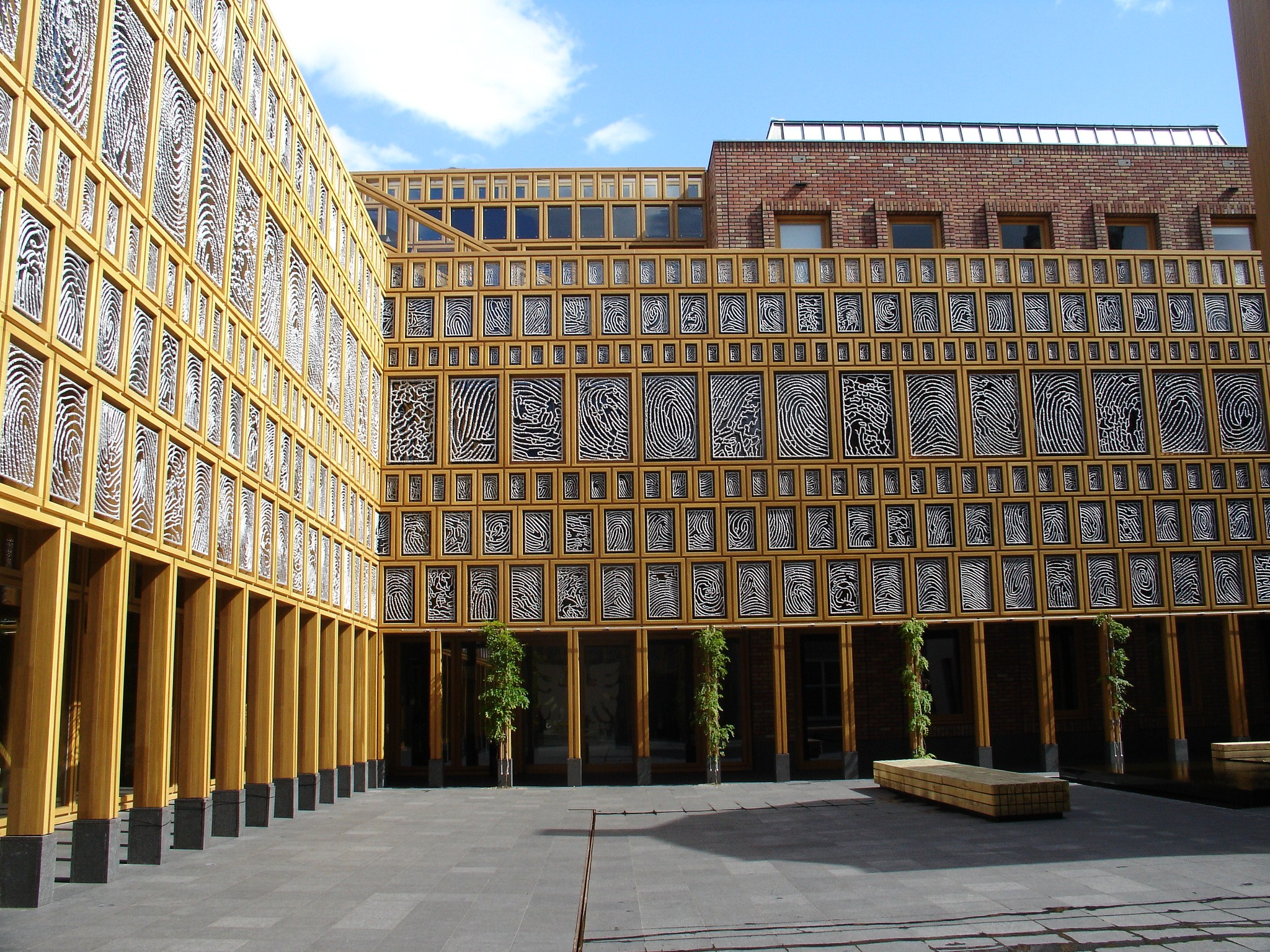
Binnenplaats van het aangebouwde stadskantoor uit 2016 met vingerafdrukken in de gevel